# Leidschendam
Leidschendam è una località dei Paesi Bassi situata nel comune di Leidschendam-Voorburg, nella provincia dell'Olanda meridionale.
Nella città ha sede il Tribunale speciale per il Libano istituito dall'ONU.